# Louis Acosta
Pour les articles homonymes, voir Acosta.
Pas d'image ? Cliquez ici

a Compétitions nationales et continentales officielles uniquement.

Dernière mise à jour le 15 avril 2022.
Louis Acosta, né le 25 mai 1991 à Verdun, est un ancien joueur français de rugby à XV qui évoluait au poste de talonneur. Il a notamment joué de 2010 à 2015 avec le CA Brive.

## Biographie
Originaire de Verdun, Louis Acosta s’intéresse au ballon ovale dès son plus jeune âge. Il se licencie à son premier club, le Sport athlétique verdunois à l'âge de 6 ans. Bien encadré et motivé, il suit la route tracée par un autre joueur du club verdunois, Benjamin Petre, âgé d’une année de plus.
Après plusieurs années de pratique, il est sélectionné dans des équipes régionales (Lorraine) et interrégionales (Alsace-Lorraine). Il effectue son lycée (2006-2009) en sport-études au pôle espoir de Dijon où il valide son baccalauréat STG en 2009.
Repéré par Loïc Van der Linden, il quitte alors son club de cœur pour le CA Brive et son centre de formation où il évolue avec l'équipe espoir. En parallèle de son DUT GEA aménagé  qu’il poursuit à Brive, il se concentre sur le rugby et profite des blessures des talonneurs de l'équipe pro pour l’intégrer. Il fait sa première entrée en Top 14 lors de la saison 2010-2011, alors âgé de 19 ans.
Pour la saison 2015-2016, il est joker coupe du monde de Colomiers rugby et rentre au CAB pour la saison suivante.

Pour la saison 2016-2017, il est joker médical de Kevin Le Guen au Soyaux Angoulême XV avec lequel il termine sa saison, victime d’une rupture des ligaments croisés.
Pour la saison 2017-2018, il décide de signer un contrat avec le Soyaux Angoulême XV Charente.